# Marie-Josephine Gaudette
Marie-Josephine Clarice Gaudette RJM, Ordensname Schwester Cecilia (* 25. März 1902 in Manchester, New Hampshire, Vereinigte Staaten; † 13. Juli 2017 in Rom, Italien), war eine US-amerikanisch-italienische Nonne, Lehrerin und Supercentenarian. Nach dem Tod von Emma Morano am 15. April 2017 war sie die älteste lebende Italienerin. Nach Lucile Randon und Inah Canabarro Lucas ist Gaudette die drittälteste Nonne aller Zeiten.

## Leben
Gaudette wurde als Tochter frankokanadischer Eltern geboren. Mit 21 Jahren legte sie ihre Gelübde ab. Sie lebte zeitweise in Kanada und Frankreich und unterrichtete dort Kunst und Musik. 1958 zog sie in ein Kloster in Rom. Dort nahm sie auch den Ordensnamen Cecilia nach der Heiligen Cecilia an und wurde Angehörige der Religiose di Gesù-Maria.
Während der Präsidentschaftswahlen 2008 erreichte ihre Entscheidung, an der Abstimmung teilzunehmen, mediale Aufmerksamkeit. Sie war mit 106 Jahren die älteste Wählerin.
Sie starb am 13. Juli 2017 im Alter von 115 Jahren. Derzeit (Dezember 2024) belegt sie den 56. Platz in der Liste der langlebigsten Menschen mit dokumentierten Lebensdaten.